# Anwar Siraj
Anwar Siraj   (Etiòpia, 8 de desembre de 1978) és un exfutbolista etíop de la dècada de 2000.
Fou internacional amb la selecció de futbol d'Etiòpia. Pel que fa a clubs, destacà a EEPCO FC i Saint-George SA. També jugà a Oman i Iemen.